# La Rondanilla
La Rondanilla är en ort i Mexiko.   Den ligger i kommunen Angangueo och delstaten Michoacán de Ocampo, i den södra delen av landet, 130 km väster om huvudstaden Mexico City. La Rondanilla ligger 2 326 meter över havet och antalet invånare är 566.
Terrängen runt La Rondanilla är huvudsakligen kuperad, men österut är den bergig. Runt La Rondanilla är det ganska tätbefolkat, med 222 invånare per kvadratkilometer. Närmaste större samhälle är Ocampo, 5,5 km söder om La Rondanilla. I omgivningarna runt La Rondanilla växer i huvudsak blandskog.